# Các bản giao hưởng Paris của Haydn
Các bản giao hưởng Paris là các bản giao hưởng được nhà soạn nhạc người Áo Joseph Haydn viết cho thủ đô của quốc gia Pháp sau một lần ghé thăm nước này vào năm 1784. Đây là bộ sáu bản giao hưởng từ bản số 82 đến số 87, được hoàn thành trong 2 năm 1785 và 1786. Các bản giao hưởng này đã bắt đầu cho một giai đoạn sáng tác mới của Haydn: viết âm nhạc cho công chúng. Đây là cũng là nhóm tác phẩm tiêu biểu cho giai đoạn đó. Trong số các bản giao hưởng này nổi bật có:
- Giao hưởng số 82: Con gấu
- Giao hưởng số 83: Con gà mái
- Giao hưởng số 84: In nomine domini
- Giao hưởng số 85: Nữ hoàng